# لوكاس توساينت
لوكاس توساينت (بالفرنسية: Lucas Toussaint)‏ هو لاعب كرة قدم فرنسي في مركز الدفاع، ولد في 29 مارس 1996 في متز في فرنسا. شارك مع منتخب فرنسا تحت 17 سنة لكرة القدم ومنتخب فرنسا تحت 18 سنة لكرة القدم ومنتخب فرنسا تحت 19 سنة لكرة القدم ومنتخب فرنسا تحت 20 سنة لكرة القدم. أما مع النوادي، فقد لعب مع نادي ميتز.

## وصلات خارجية
- لوكاس توساينت على موقع قاعدة بيانات كرة القدم.إي يو (الإنجليزية)
- لوكاس توساينت على موقع Soccerway.com (الإنجليزية)
- لوكاس توساينت على موقع عالم كرة القدم.نت (الإنجليزية)
- لوكاس توساينت على موقع AS.com (الإسبانية)